# Boehringer Ingelheim
Boehringer Ingelheim è un'azienda tedesca a proprietà familiare sin dalla sua fondazione nel 1885 e tra le maggiori aziende farmaceutiche al mondo. Si occupa di prodotti farmaceutici per l'uomo, la salute degli animali e biofarmaci. Le principali aree di interesse: malattie respiratorie, metabolismo, immunologia, oncologia e malattie del sistema nervoso centrale.
Con un fatturato netto di circa 24,1 miliardi di euro nel 2022, Boehringer Ingelheim ha investito in ricerca e sviluppo una somma pari a quasi 5 miliardi di euro.
A differenza della maggior parte delle grandi aziende farmaceutiche quotate, la società è privata e interamente di proprietà delle famiglie Boehringer, Liebrecht e von Baumbach. Il logo aziendale di Boehringer Ingelheim raffigura una rappresentazione stilizzata della sezione centrale del palazzo imperiale di Ingelheim.

## Storia
Boehringer-Ingelheim fu fondata nel 1885 dal chimico tedesco Dr. Albert Boehringer a Ingelheim, nei pressi di Francoforte, dove tuttora c'è la sede centrale.
Nel 1917 il professor Heinrich Otto Wieland, chimico, futuro vincitore del premio Nobel e cugino di Albert Boehringer, fonda il dipartimento di ricerca dell'azienda. Nel 
1928 Albert Boehringer acquista il Dr. Karl Thomae, una società con sede a Winnenden vicino a Stoccarda. Nel 1955 viene fondata la divisione Animal Health dopo avere acquisito il programma veterinario Pfizer.
Nel 1966 viene creata in Grecia la Boehringer Ingelheim Hellas. Una nuova fabbrica è costruita vicino ad Atene, a Koropi. Nel 1971 viene fondata la consociata estera Boehringer Ingelheim Pharmaceuticals, Inc a Ridgefield, nel Connecticut, Stati Uniti. Questo sito viene presto ampliato e diventa il centro di ricerca nordamericano dell'azienda.

### Boehringer Ingelheim in Italia
Il gruppo italiano è presente dal 1972. Le attività commerciali si concentrano sul settore dei farmaci da prescrizione e ospedalieri per uso umano con la business unit Human Pharma di Boehringer Ingelheim Italia spa e sui prodotti destinati alla salvaguardia della salute e cura degli animali da affezione e da reddito con Boehringer Ingelheim Animal Health Italia spa.
L'azienda è presente sul territorio italiano con tre sedi a Milano, dove si trova la sede centrale dell'affiliata italiana, a Fornovo San Giovanni, provincia di Bergamo, dove ha sede Bidachem S.p.A., l'azienda chimica del gruppo e polo strategico per la produzione di principi attivi a livello mondiale e a Noventa Padovana, Padova, dove ha sede un sito produttivo di vaccini per specie avicole. L'azienda ha ottenuto nel 2023, per il quinto anno consecutivo, il riconoscimento di Top Employer Italia

### Business Unit
- Human Pharma per i farmaci da prescrizione e ospedalieri
- Boehringer Ingelheim Animal Health Italia, dedicata alla salute degli animali da compagnia e da reddito.

### Aree terapeutiche per la salute umana
Analgesica, antinfiammatoria, cardiovascolare, gastroenterologica, infettivologica, oncologica, pneumologica.

## Marchi commercializzati
- Actilyse
- Aggrenox
- Catapresan
- Dosberotec
- Duovent
- Effortil
- Leutrol
- Lonarid
- Mantadan
- Micardis
- Micardisplus
- Mirapexin
- Mobic
- Oxivent
- Persantin
- Pradaxa
- Pradif
- Spiriva
- Striverdi